# FDJ-SUEZ/2023

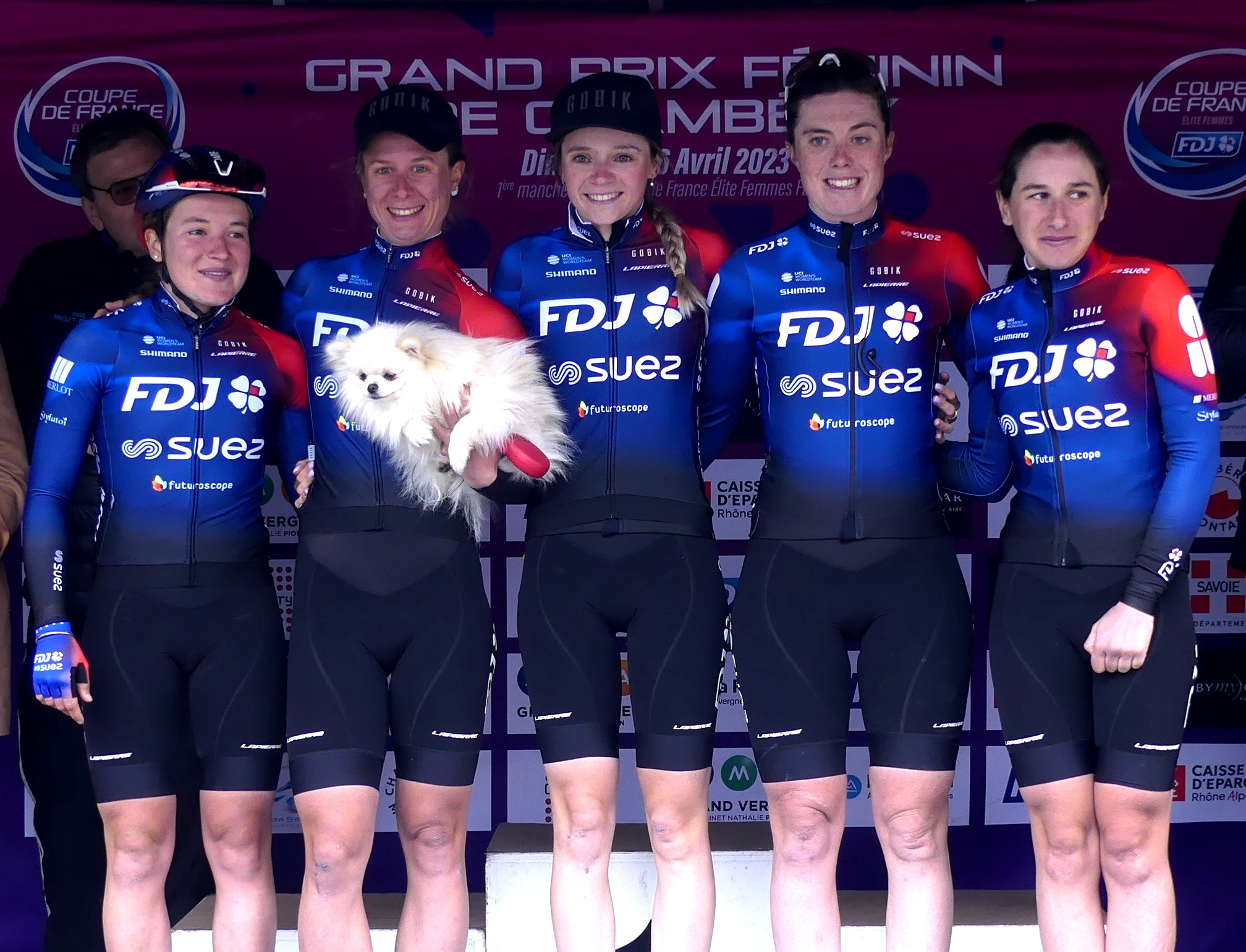
De ploeg in de Grand Prix de Chambéry.

Deze pagina geeft een overzicht van de vrouwenwielerploeg FDJ-SUEZ in 2023.

## Algemeen
UCI-code: FST
Sponsors: FDJ, Suez
Algemeen manager: Stephen Delcourt
Ploegleiders: Cédric Barre, Nicolas Maire, Flavien Soenen
Fietsmerk: Lapierre

## Rensters

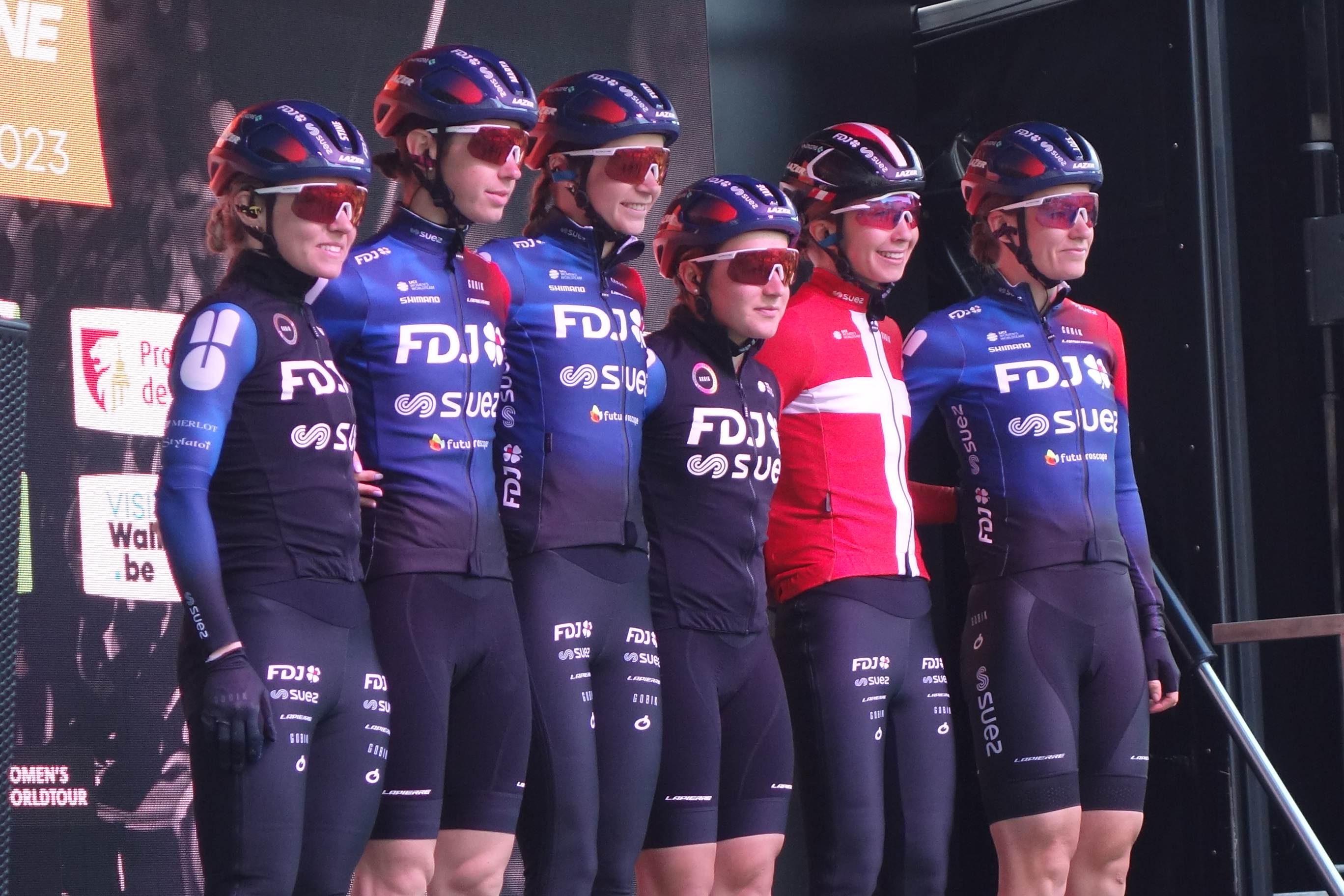
De ploeg in de Waalse Pijl 2023.

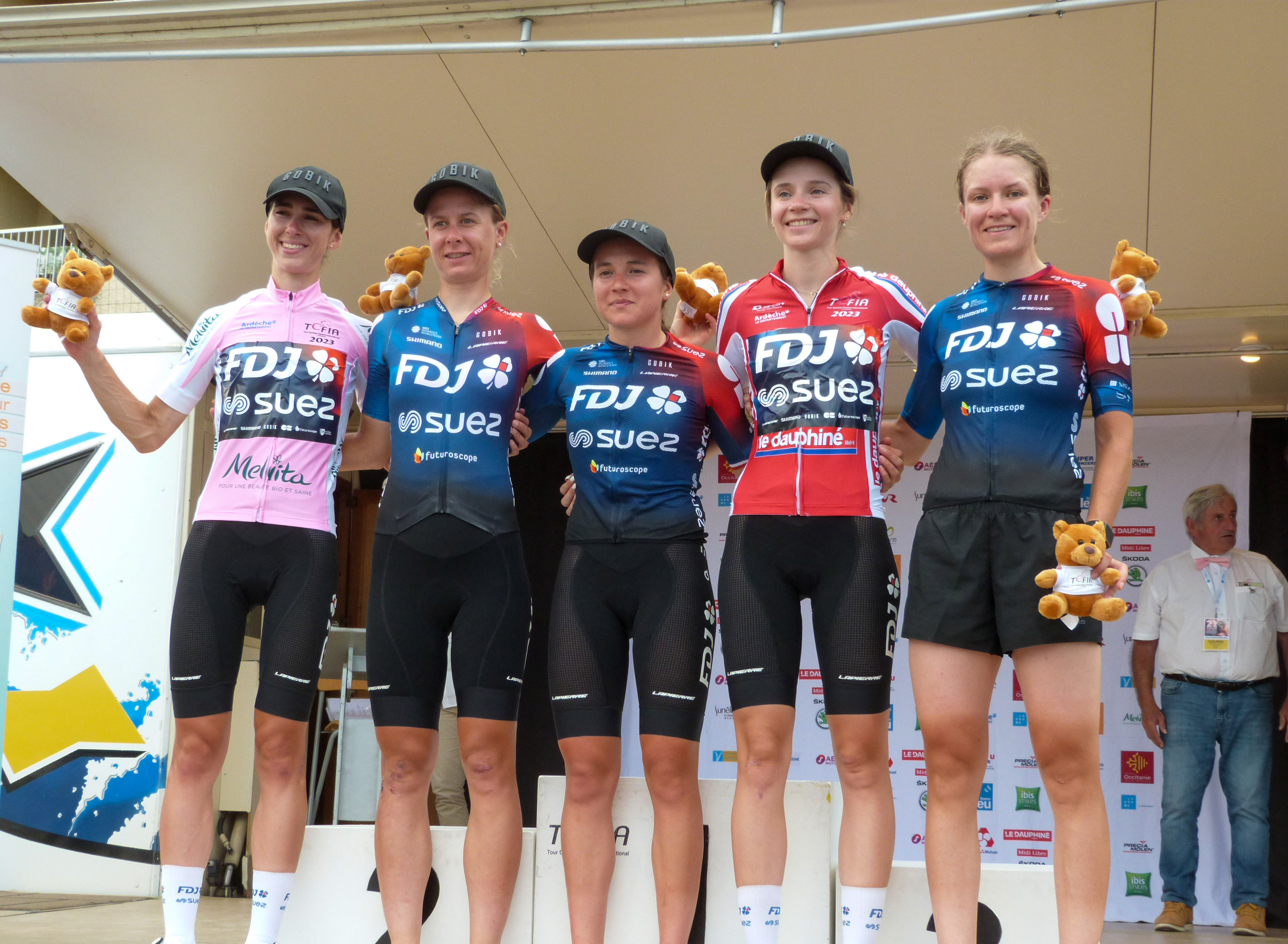
De ploeg in de Tour de l'Ardèche 2023.

| Naam                  | Geboortedatum | Nationaliteit | Ploeg 2022   |
| --------------------- | ------------- | ------------- | ------------ |
| Loes Adegeest         | 07-08-1996    | Nederland     | IBCT         |
| Stine Borgli          | 04-07-1990    | Noorwegen     |              |
| Grace Brown           | 07-07-1992    | Australië     |              |
| Marta Cavalli         | 18-03-1998    | Italië        |              |
| Clara Copponi         | 12-01-1999    | Frankrijk     |              |
| Eugénie Duval         | 03-05-1993    | Frankrijk     |              |
| Emilia Fahlin         | 24-10-1988    | Zweden        |              |
| Maëlle Grossetête     | 10-04-1998    | Frankrijk     |              |
| Vittoria Guazzini     | 26-12-2000    | Italië        |              |
| Victorie Guilman      | 25-03-1996    | Frankrijk     |              |
| Marie Le Net          | 25-01-2000    | Frankrijk     |              |
| Cecilie Uttrup Ludwig | 23-08-1995    | Denemarken    |              |
| Évita Muzic           | 26-05-1999    | Frankrijk     |              |
| Gladys Verhulst       | 02-01-1997    | Frankrijk     | Le Col-Wahoo |
| Jade Wiel             | 02-04-2000    | Frankrijk     |              |

### Vertrokken
| Naam           | Geboortedatum | Nationaliteit | Ploeg 2023     |
| -------------- | ------------- | ------------- | -------------- |
| Brodie Chapman | 09-04-1991    | Australië     | Trek-Segafredo |

## Overwinningen
| Nationale kampioenschappen wielrennen Australië - tijdrit: Grace Brown Zweden – wegwedstrijd: Emilia Fahlin Tour Down Under 3e etappe: Grace Brown Eindklassement: Grace Brown Puntenklassement: Grace Brown Cadel Evans Great Ocean Road Race Loes Adegeest Ronde van Normandië 1e etappe: Gladys Verhulst Puntenklassement Gladys Verhulst Grand Prix de Chambéry Victorie Guilman | Grote Prijs van Morbihan Grace Brown Ronde van Bretagne 3e etappe: Grace Brown Eindklassement: Grace Brown Alpes Grésivaudan Classic Évita Muzic* Ronde van de Pyreneeën 2e etappe: Marta Cavalli Eindklassement Marta Cavalli Ploegenklassement: *1) La Picto-Charentaise Gladys Verhulst | Ronde van Scandinavië 2e etappe: Cecilie Uttrup Ludwig 4e etappe (ITT): Grace Brown 5e etappe: Cecilie Uttrup Ludwig Puntenklassement: Cecilie Uttrup Ludwig Tour de l'Ardèche 5e etappe: Marta Cavalli Eindklassement: Marta Cavalli Bergklassement: Marta Cavalli Ploegenklassement: *2) Ronde van Romandië Bergklassement: Loes Adegeest Ronde van Emilia Cecilie Uttrup Ludwig |

* als lid van het landenteam
*1): Ploeg Ronde van de Pyreneeën: Adegeest, Brown, Cavalli, Ludwig, Muzic, Wiel
*2) Ploeg Tour de l'Ardèche: Adegeest, Cavalli, Grossetête, Guilman, Muzic, Wiel
Canyon-SRAM · DSM · EF Education-TIBCO-SVB · FDJ-SUEZ · Fenix-Deceuninck · Human Powered Health · Israel Premier Tech Roland · Jayco AlUla · Jumbo-Visma · Liv Racing TeqFind · Movistar · SD Worx · Trek-Segafredo · UAE Team ADQ · Uno-X